# Enigma: The Best of Jeff Hardy

Coperta DVD-ului "Enigma: The Best of Jeff Hardy"

Enigma: The Best of Jeff Hardy este un DVD lansat de Total Nonstop Action Wrestling care surprinde cariera wrestlerului Jeff Hardy, supranumit și "carismatica enigmă", în această federație. Produsul este alcătuit din două discuri.
Primul disc al setului prezintă activitatea wrestlerului de la debutul său în TNA (23 iunie 2004) până în luna noiembrie 2004 și prezintă șapte meciuri. Pe al doilea disc pot fi vizionate șase meciuri, disputate în perioada decembrie 2004 - aprilie 2005. La scurt timp după ultimul meci prezentat pe DVD, Hardy a fost suspendat de TNA datorită neprezentării în cadrul unui eveniment pay-per-view. În următoarele luni, Jeff avea să semneze un contract cu federația World Wrestling Entertainment.